# Catedral ortodoxa Uspenski
La catedral de la Dormición de María (en finés: Uspenskin katedraali; en sueco: Uspenskijkatedralen;) es una catedral ortodoxa en Helsinki (Finlandia). Construida entre los años 1862 y 1868, su nombre proviene de la palabra uspenie, que en antiguo eslavo eclesiástico significa «Dormición». Es el principal templo de la Iglesia ortodoxa de Finlandia en la diócesis de Helsinki y es la iglesia ortodoxa más grande de Europa Occidental.

## Historia
Helsinki se convirtió en la capital de Finlandia en 1812, Alejandro I de Rusia decretó dos años más tarde que el 15 % de los impuestos sobre la importación de la sal se dedicaran a la construcción de dos catedrales, una luterana y otra ortodoxa. La iglesia ortodoxa de Helsinki fue fundada con la construcción de la iglesia de Santa Trinidad de la ciudad, necesitaba una iglesia mucho más amplia debido al aumento de la población ortodoxa. La construcción de la catedral de Uspenski fue subvencionada por fieles y donantes privados. La catedral fue diseñada por el arquitecto ruso Alexey Gornostaev (1808–1862), aunque se levantó tras su muerte entre 1862 y 1868, inspirada en motivos típicos del arte moscovita del siglo XVI. Construida con más de 700.000 ladrillos rojos provenientes de la fortaleza de Bomarsund en el archipiélago de Åland, que fue destruida durante la Guerra de Crimea en 1854, y con trece cúpulas que representan a Cristo y a los doce Apóstoles, destaca también por la cantidad de iconos de su interior. El iconostasio fue pintado por Pavel S. Šiltsov.
El zar Alejandro II de Rusia decidió consagrar la catedral a la Dormición de la Virgen María. La capilla de la cripta recibe el nombre del santo Alexander Hotovitzky, que sirvió como vicario de la parroquia ortodoxa de Helsinki entre 1914 y 1917, murió mártir en la Gran Purga y fue canonizado por la Iglesia ortodoxa rusa en 1994.
El edificio se alza sobre una colina en la península Katajanokka que se levanta sobre la ciudad. En la parte posterior de la catedral, se conserva una placa conmemorativa del zar Alejandro II, que era el Gran Duque de Finlandia durante la erección del edificio. Según datos de 2006, más de 500.000 turistas visitaron la catedral Uspenski.

## Robo de iconos
La catedral alberga varios iconos de relevancia. El icono de San Nicolás fue robado el 16 de agosto de 2007 al mediodía cuando el templo era visitado por cientos de turistas. Este icono, realizado en el siglo XIX, fue realizado originalmente para la catedral ortodoxa de Víborg, siendo trasladado a Helsinki durante la Segunda Guerra Mundial. Actualmente se desconoce su paradero.
Otro icono, el Theotokos de Kozeltshan fue sustraído en junio de 2010, aunque pudo recuperarse unos meses más tarde, en febrero de 2011, en un escondrijo en el suelo. Los ladrones accedieron al templo en dos ocasiones por una ventana y la segunda vez fueron pillados in fraganti. Aunque se declararon inocentes del primer robo, las pruebas de ADN demostraron que se encontraba en el primer delito. Los acusados continuaron negando los hechos hasta que ocho meses más tarde reveló la ubicación del icono, que milagrosamente se encontraba en un estado óptimo de conservación bajo tierra.

## Galería de imágenes

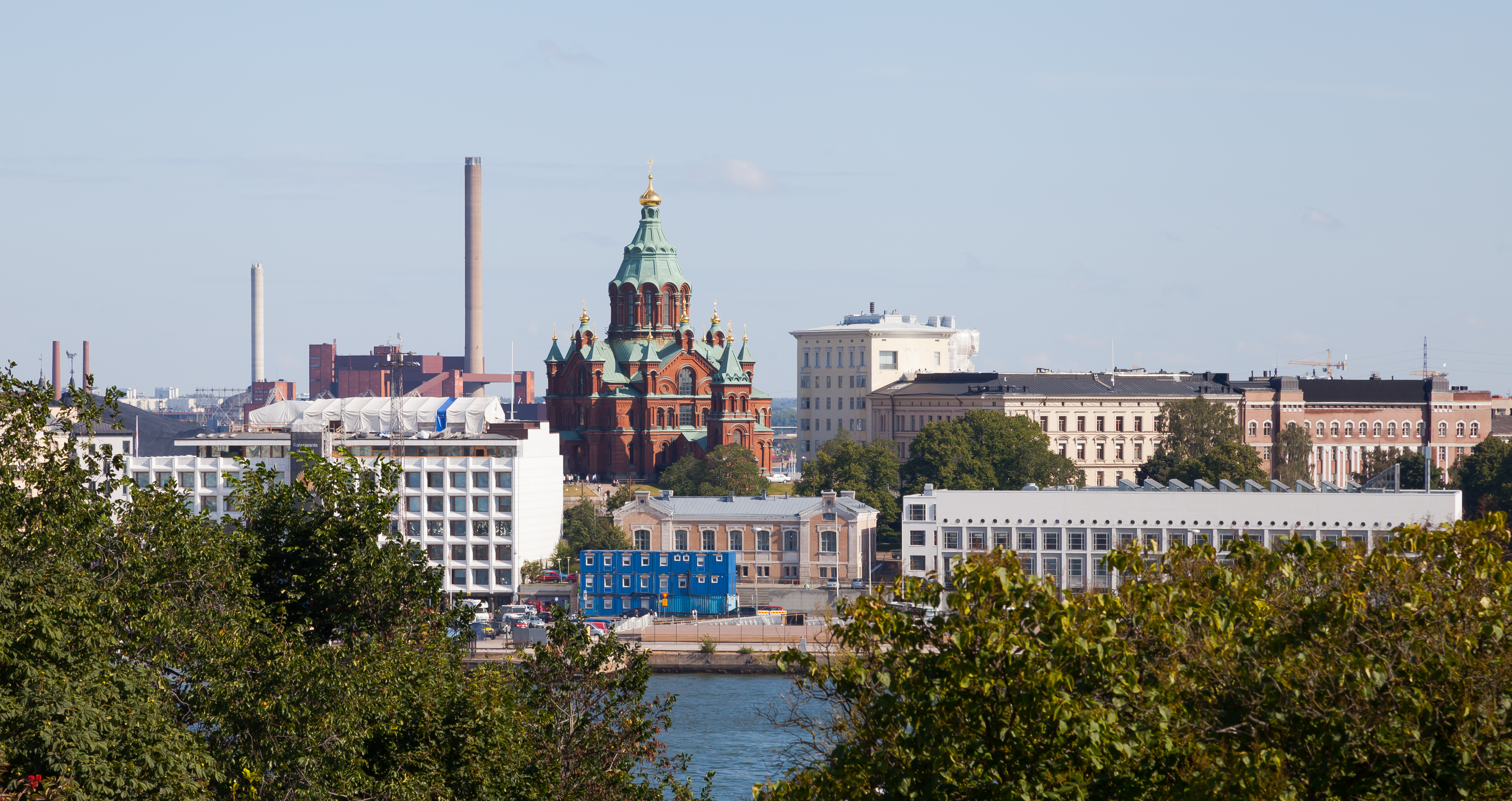
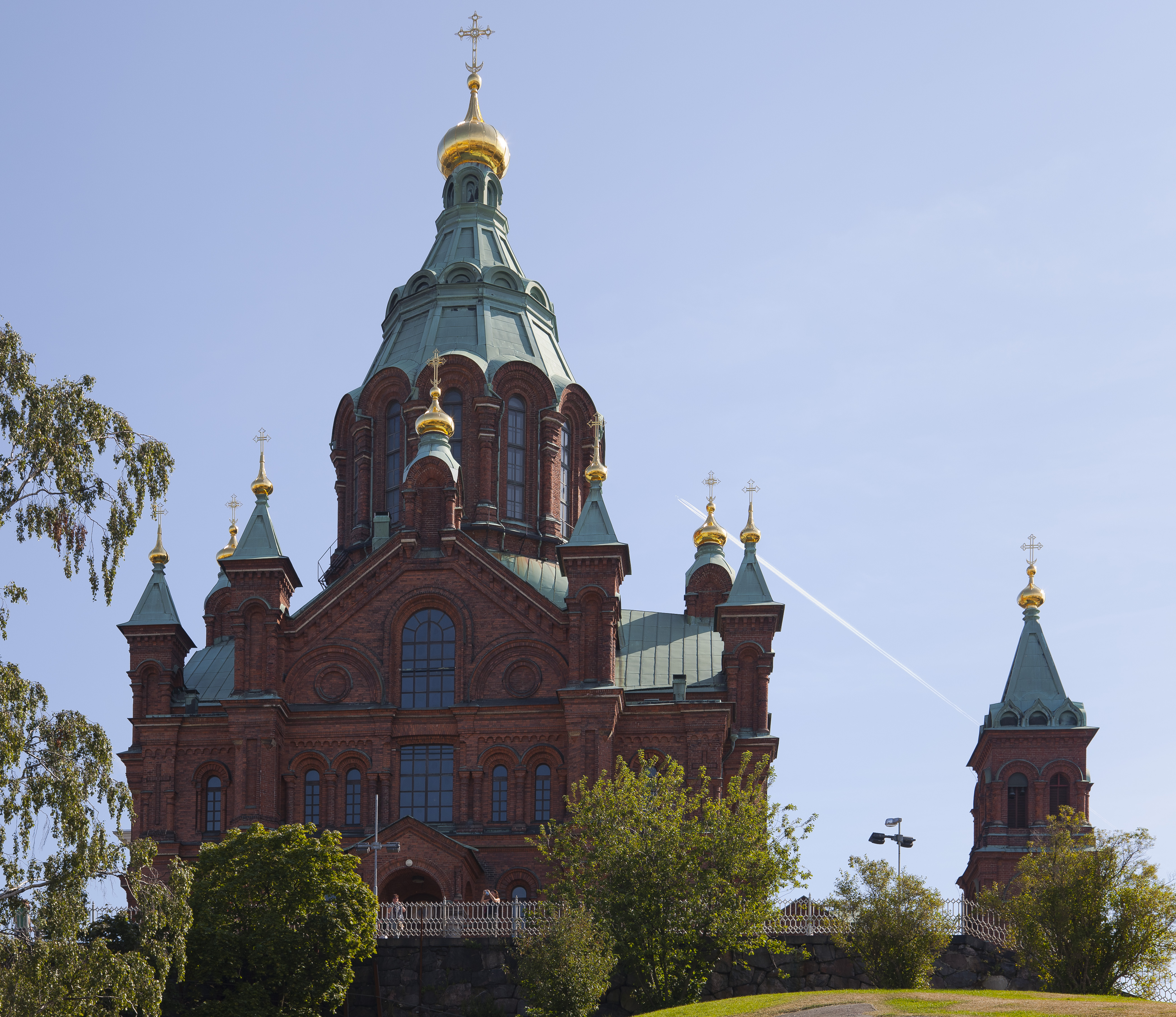
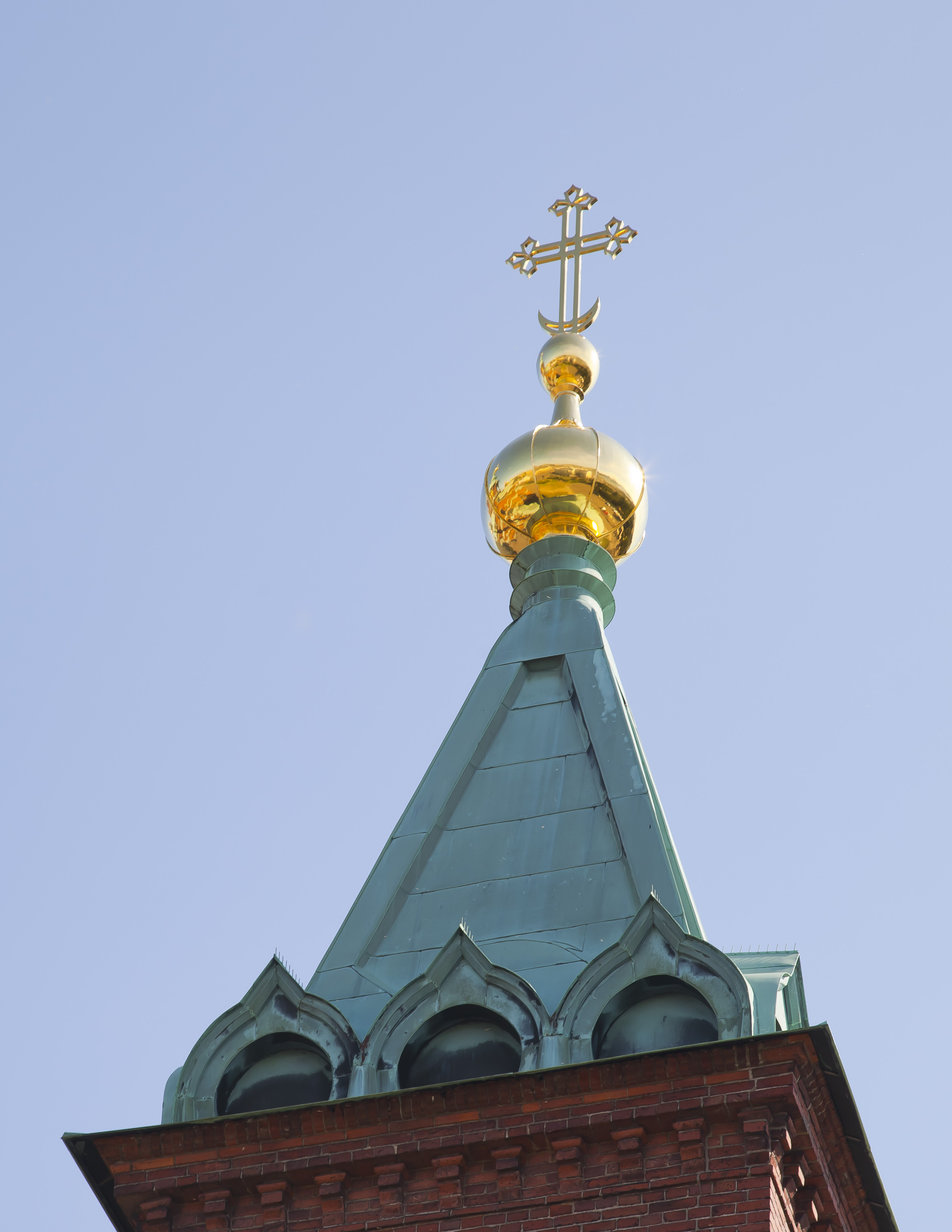
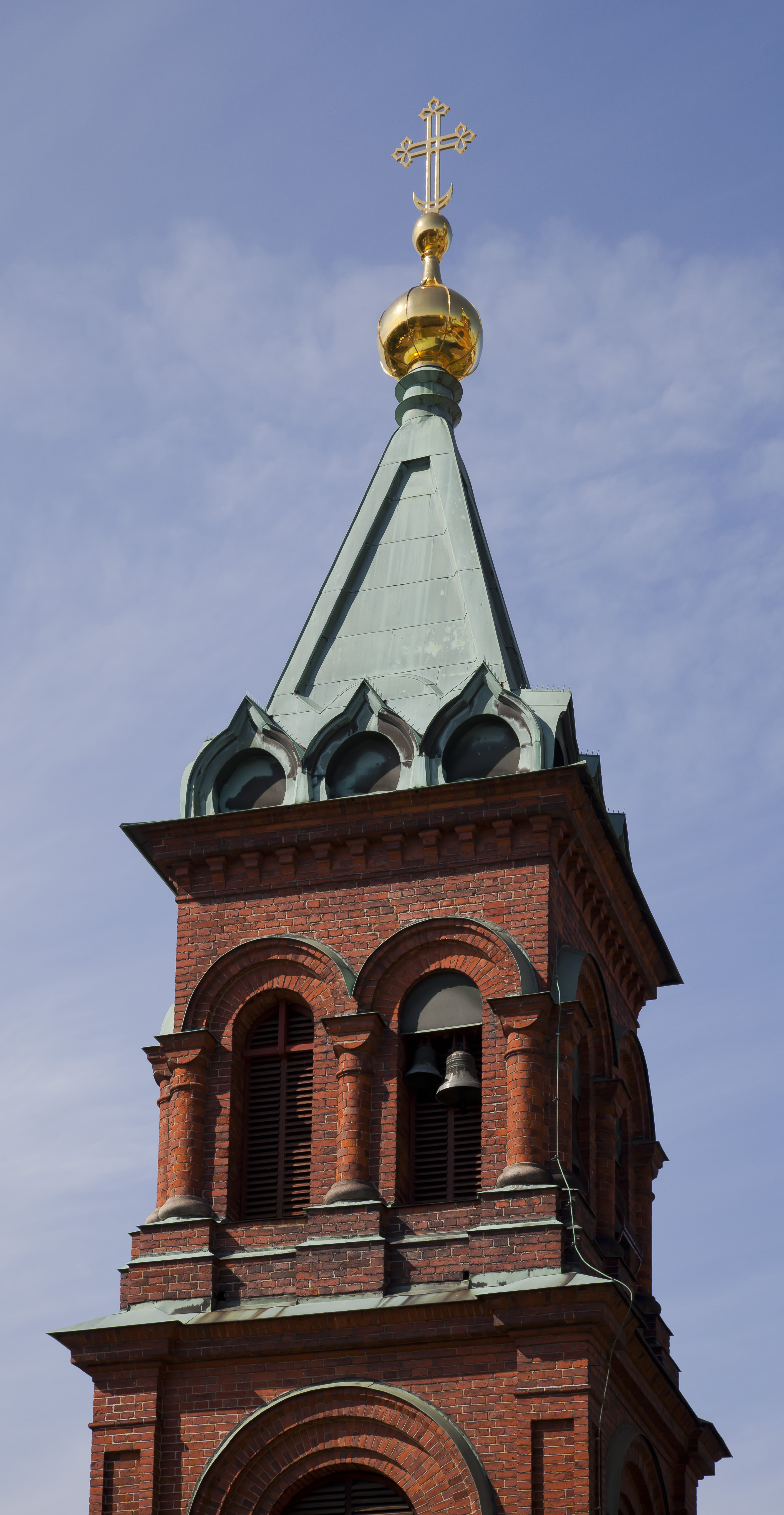
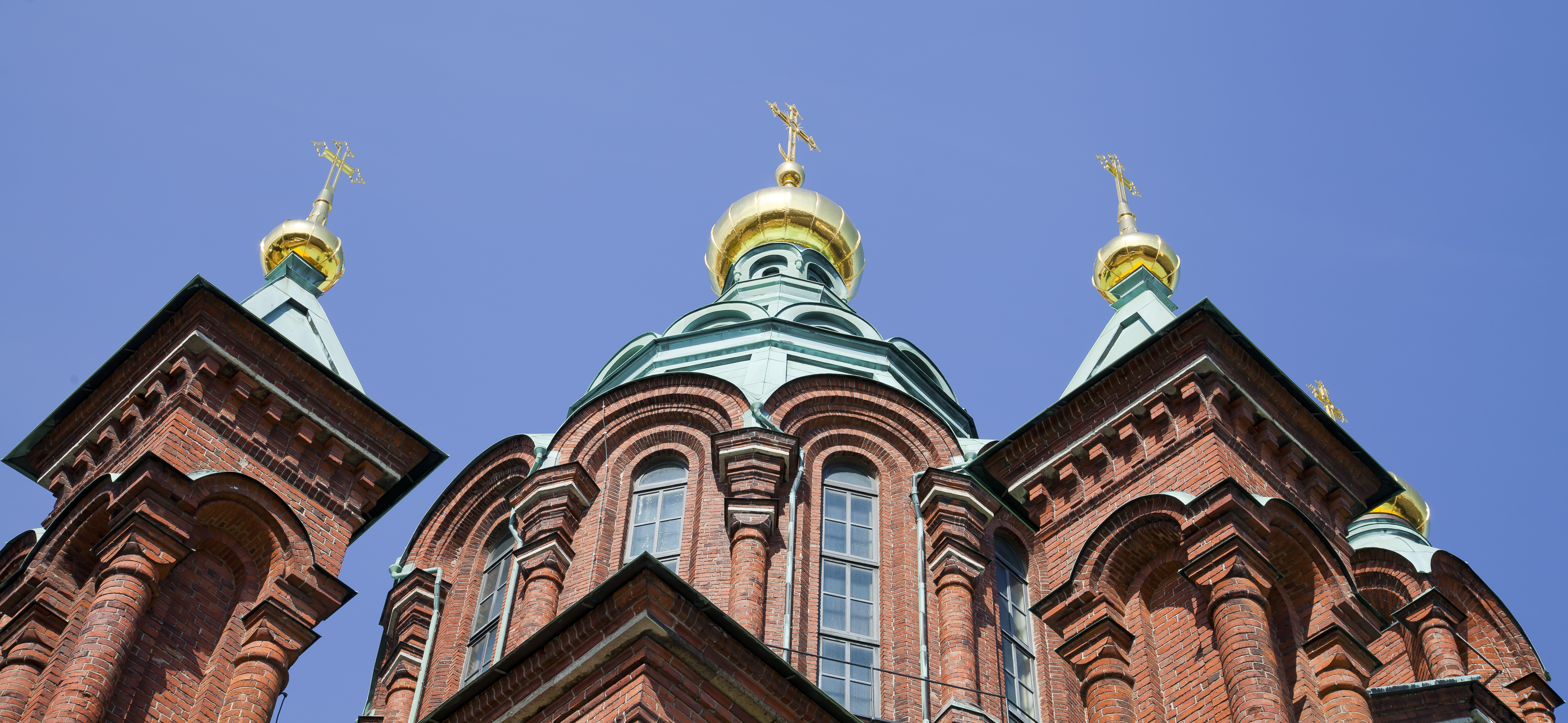